# Афанасенко Ольга Сильвестрівна
Ольга Сильвестрівна Афанасенко (нар. 13 грудня 1948, Ленінград) — радянський і російський біолог, фахівець у галузі захисту рослин, академік РАН (2016).

## Біографія
Народилася 13 грудня 1948 року в Ленінграді. Дочка професора Ленінградського сільськогосподарського інституту С. В. Боголюбського (1911—1994) та наукового співробітника цього ж інституту І. В. Золотикової.
У 1971 році закінчила Ленінградський сільськогосподарський інститут, де під час навчання працювала лаборантом, асистентом кафедри фітопатології.
З 1975 року працює у Всеросійському науково-дослідному інституті захисту рослин, де пройшла шлях від аспіранта до керівника лабораторії імунітету рослин до хвороб (з 1997 року).
У 1989 році закінчила Ленінградський державний університет.
В 1997 році захистила докторську дисертацію.
З 2005 року завідує кафедрою імунітету сільськогосподарських рослин Санкт-Петербурзького державного аграрного університету (СПбДАУ).
У 2007 році Ользі Афанасенко присвоєно вчене звання професора.
У 2010 році обрана членом-кореспондентом РАСГН. У 2014 році стала членом-кореспондентом РАН (у рамках приєднання РАСГН до РАН).
У 2016 році обрана академіком РАН.

## Наукова діяльність
Видатний вчений у галузі генетики імунітету та імунітету рослин до хвороб.
Наукові дослідження присвячені проблемам методологічного забезпечення селекції сільськогосподарських рослин на стійкість до хвороб.
Під її керівництвом та за безпосередньої участі створено міжнародний набір сортів — диференціаторів ячменю для аналізу популяцій збудника сітчастої плямистості, який використовується в Росії і в європейських країнах з 1995 року і міжконтинентальний набір сортів — диференціаторів для використання на різних континентах.
Виявлено понад 30 нових генів стійкості ячменю до гемібіотрофних патогенів.
Автор понад 200 наукових праць, з них 7 монографій і 1 авторського свідоцтва.
Заступник головного редактора журналу «Мікологія і фітопатологія» РАН, член редколегій журналів «Вісник захисту рослин» і «Праці з прикладної ботаніки, генетики та селекції».

### Вибрані праці
- Принципы, критерии и технологии стабилизации фитосанитарного состояния агроэкосистем / соавт.: В. А. Павлюшин и др.;Всерос. НИИ защиты растений. — СПб., 2000. — 100 с.
- Каталог государственных коллекций полезных и вредных организмов / соавт.: В. А. Захаренко и др. — М.; СПб, 2001.- 76 с.
- Методические рекомендации по диагностике и методам оценки устойчивости овса к возбудителям пятнистостей листьев / соавт. О. С. Петрова; Всерос. НИИ защиты растений. — СПб.,2003. — 28 с.
- Болезни культурных растений / соавт.: И. Н. Велецкий и др. — СПб., 2005. — 288 с.
- Методологическое обеспечение селекции ячменя на устойчивость к пятнистостям листьев / соавт.: Н. В. Миронени др. // Технологии создания и использ. сортов и гибридов с ко групповой и комплексной устойчивостью к вредным организмам в защите растений. СПб., 2010. С.217-229.
- Проблемы создания сортов сельскохозяйственных культур с длительной устойчивостью к болезням // Защита и карантин растений. 2010. № 3. С.4-9.
- Новые и потенциально опасные болезни зерновых культур в России / соавт.: Л. А. Михайлова и др. // Вестн.защиты растений. 2011. № 4. С.3-18.
- Рациональное использование генетических ресурсов устойчивости растений к болезням // Пробл . эксперим. ботаники. Купревич. чтения. VIII. Минск, 2011. С.1-48.
- Рамуляриоз — новая для России болезнь ячменя / соавт.: Н.Хэвис и др. // Защита и карантин растений. 2012. № 1. С.11-13.
- Методы биотехнологии в создании устойчивых к болезням сортов сельскохозяйственных культур // Фитосанитар. оптимизация агроэкосистем / Всерос. НИИ защиты растений. СПб., 2013. Т.1. С. 370—376.
- Картирование локусов, контролирующих устойчивость ячменя к различным изолятам Pyrenophora teres f.teres и Cochliobolus sativus / соавт.: А. В. Козьяков и др. // Вавилов. журн. генетики и селекции. 2014. Т.18, № 4. С. 751—764.
- XVIII международный конгресс по защите растений // Защита и карантин растений. 2015. № 12. С. 47-48.
- Внутривидовой состав и структура популяций Pyrenophora teres в Северо-Западном регионе России и Белоруссии по вирулентности и локусам типа спаривания / соавт.: И. В. Мироненко и др. // Микология и фитопатология. 2016. Т. 50, № 3. С. 185—194.
- Устойчивость картофеля к карантинным болезням / соавт.: А. В. Хютти и др. // Вавилов. журн. генетики и селекции. 2017. Т. 21, № 1. С. 51-61.[4]

## Нагороди
- Стипендіат Президії РАН (2000—2003)